# Александро-Свирский монастырь
Свято-Троицкий Александро-Свирский монастырь — мужской монастырь Тихвинской епархии Русской православной церкви, расположенный в деревне Старая Слобода Лодейнопольского района Ленинградской области, на берегу Рощинского озера. Известен памятниками архитектуры XVI — нач. XX веков.

## История
Монастырь был основан святым Александром Свирским в конце XV века в малолюдном лесном Олонецком крае среди поселений языческих народов — карелов, вепсов, чуди. Вскоре у Александра Свирского появились ученики. Ещё при жизни основателя обитель складывалась как два связанных друг с другом, но независимо расположенных комплекса (отделения): Троицкого с братскими кельями и Преображенского — рядом с кладбищем. Их связывает дорога, идущая вдоль озера.
Небольшая каменная Покровская церковь с трапезной в Троицкой части — наиболее древнее строение обители. Она была построена при участии самого Александра Свирского в 1533 году на пожертвования Василия III.
С середины XVII века к монастырю был приписан Введено-Оятский монастырь.
В 1764—1786 годах Троицкое отделение монастыря служило резиденцией епископов Олонецких и Каргопольских, викариев Новгородской епархии.
В 1802 году по просьбе настоятеля монастыря архимандрита Иосифа, с высочайшего разрешения митрополита Новгородского и Санкт-Петербургского Амвросия, при монастыре было учреждено двухклассное Свирское (Олонецкое) духовное училище для обучения детей церковнослужителей. Училище располагалось в монастырском корпусе. Предусматривалось полное монастырское содержание для учителей и учеников, которые одновременно находились в числе послушников монастыря. В 1856 году численность учащихся составляла 48 человек. В июле 1870 года Указом Святейшего Синода духовное училище было закрыто и объединено с Петрозаводским духовным училищем.
С 1873 года настоятельство Свирского монастыря предоставлено епископам Олонецким и Петрозаводским, а в монастыре учреждено наместничество. С 1890 года монастырь снова сделан самостоятельным и общежительным с особым настоятелем-архимандритом.
В 1900 году в монастыре построена часовня в память чудесного избавления от смерти императора и его семьи во время крушения императорского поезда.
Осенью 1918 года монастырь был захвачен и разграблен чекистами, а его настоятель архимандрит Евгений (Трофимов) расстрелян в городе Олонец. 20 декабря 1918 года мощи Александра Свирского увезли из монастыря. Было обявлено, что в раке (гробнице) Александра Свирского вместо мощей находилась восковая кукла. В 1919 году монастырь захватили белофинны, но он был освобожден в результате Видлицкой операции. Решением пленума Олонецкого губисполкома от 29 июня 1920 года задния и хозяйство монастыря, включая лесопильный и кирпичный заводы, были переданы в ведение сельскохозяйственного техникума.
В 1931—1937 годах в монастыре располагался один из лагерных пунктов Свирлага.
Затем монастырь использовали под детский и инвалидный дома, в Троицком комплексе с 1953 по 2009 год находилась Свирская психиатрическая больница.
Восстановление обители началось в 1997 году.
В 2012 году по благословению Епископа Тихвинского и Лодейнопольского Мстислава был создан Праздничный архиерейский хор. Он состоит из выпускников высших музыкальных заведений стран СНГ. Среди исполняемых сочинений: древние византийские песнопения и знаменные распевы, литургическая музыка XIX—XX веков, русские, украинские и белорусские народные песни.

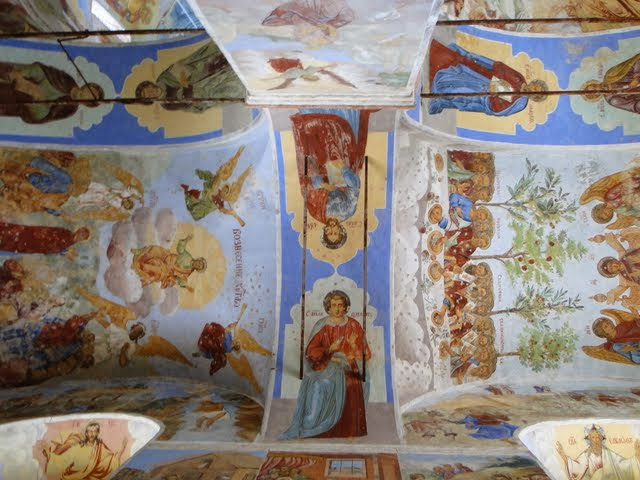
Фрески

Подворье Александро-Свирского монастыря по состоянию на 2015 год располагается в Весёлом поселке Невского района Санкт-Петербурга.
Игумены
- Александр Свирский (1506—1533)
- Исаия
- Никодим (непродолжительное время)
- Иродион (до 1545)
- Вениамин
- Афанасий Сяндебский
- Исидор (до 1572)
- Иоасаф (до 1582)
- Дионисий (до 1608)
- Паисий (до 1613)
- Феодорит (до 1628)
- Авраамий (до 1646)
- Александр (до 1649)
- Савватий (до 1660)
- Симон (1660—1664)
- Иосиф (до 1666)
- Макарий (Полуэхтов) (до 1673)

Архимандриты
- Гермоген (до 1699)
- Лаврентий (до 1702)
- Кирилл I (до 1705)
- Исаия (до 1708)
- Феодосий (до 1715)
- Иларион (до 1717)
- Александр I (до 1719)
- Кирилл II (до 1732)
- Виссарион (до 1738)
- Ефрем (до 1740)
- Венедикт (до 1742)
- Серафим (до 1748)

В 1748—1752 гг. архимандрита не было, монастырём управлял наместник Иннокентий.
- Андроник (1752—1759)
- Пахомий (до 1763)
- Варсонофий (до 1763)
- Александр II (до 1775)
- Иринарх (до 1780)
- Варлаам (до 1790)

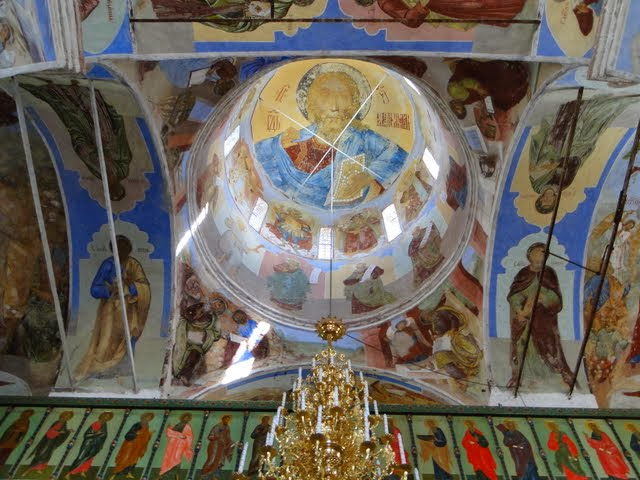
Фрески

- Парфений I (Петров) (26 мая 1790 — 6 февраля 1800)
- Израиль (Данилов) (1802)
- Иосиф (до 1816)
- Товия (Моисеев) (1816—1819). Переведён из Екатерино-Лебяжской пустыни
- Парфений II (по 1820)
- Макарий (до 1827)
- Варсонофий (Морев) (до 1853)
- Иезекииль (до 1855)
- Павел (Смирнов) (до 1869)
- Антоний (до 1870)
- Даниил (до 1872)

Наместники
- Архимандрит Савватий (1873—1878)
- Игумен Иннокентий (1878—1883)
- Архимандрит Макарий (1883—1891)
- Игумен Антоний 2015

Архимандриты
- Агафангел (21 декабря 1891—1909)
- Евгений (Трофимов) (1909 — расстрелян 1918)
- Лукиан (Куценко) (23 декабря 1997 — октябрь 2011) и. о. до 19 июля 1999
- Мстислав (Дячина) (с 28 октября 2011) и. о. до 16 марта 2012

## Храмы монастыря
| Изображение | Элемент комплекса                                                   | Часть монастыря | Дата постройки |
| ----------- | ------------------------------------------------------------------- | --------------- | -------------- |
|             | Троицкий собор                                                      | Троицкая        | 1695—1697      |
|             | Церковь Покрова Пресвятой Богородицы с трапезной                    | Троицкая        | 1533—1536      |
|             | Звонница                                                            | Троицкая        | 1646           |
|             | Церковь Преподобного Иоанна Дамаскина                               | Троицкая        | 1716           |
|             | Преображенский собор и церковь Святых праведных Захарии и Елизаветы | Преображенская  | 1641—1644 1668 |
|             | Надвратная церковь Святителя Николая Чудотворца                     | Преображенская  | 1791           |
|             | Колокольня                                                          | Преображенская  | 1903—1904      |